# Lillooet
Lillooet (sami sebe zovu St'at'imc, Stl'atl'imx, Stla'tliumH), pleme američkih Indijanaca porodice Salishan s rijeka Lillooet River, Bridge River i Fraser i jezera Harrison Lake u Britanskoj Kolumbiji, Kanada. Lillooeti se sastoje od nekoliko bandi podijeljenih na Lower i Upper Lillooete, danas nastanejni na rezervatima Britanske Kolumbije. Od nekadašnjih 4000, mnogi su stradali 1863. od epidemije boginja, pa ih je početkom 20. stoljeća preostalo oko 1000. Početkom novog tisućljeća ima ih oko 4500.

## Ime
Ime lillooet označava 'divlji luk' (wild onion), biljku poznatu pod latinskim nazivom Allium canadense, srodnu divljem češnjaku uvezernom iz Europe, Allium vineale (vidi). Ostali nazivi su St'at'imc, Stl'atl'imx, Stl'atl'imc, Sƛ’aƛ’imxǝc, St'át'imc i Stlatliumh, varijante imena kojim nazivaju sami sebe.

## Bande
Lilooeeti se sastoje od 11 bandi:
- Lil'wat (Lil’wat7úl, Mount Currie Indian Band) - Mount Currie; na Mount Currie Indian reserve, spadaju u Lower Sťáťimc.
- N'quatqua (Anderson Lake Indian Band)  - Anderson Lake;
- Sekw’el’wás (Sek'wel'wa'sa, Sek'wel'wás, Cayoose Creek Indian Band); na Cayoose Creek Reserve
- Samahquam (Smáqwam, Smáhqwam, Ucwalmicw) - Sama'qwam; spadaju u Lower Sťáťimc
- Sqátin(Skookumchuck Indian Band) - Skookumchuck; spadaju u Lower Sťáťimc
- T'it'q'et - Lillooet; na Lillooet Reserve
- Tsal'álh (Seton Lake First Nation) - Seton Lake;
- Ts'kw'aylaxw (Pavilion Indian Band) - Pavillion;
- Xaxl'ip (Xaxli’p; Fountain Indian Band) - Fountain;
- Xáxtsa (Douglas First Nation)- Port Douglas. Spadaju u Lower Sťáťimc
- Xwisten (Bridge River Indian Band, Nxwísten).

Hodge njihove bande naziva Anderson Lake, Bridge River, Cayoosh Creek (2), Douglas, Enias, Fountain, Kanlax, Lillooet (2), Mission, Niciat, Pemberton Meadows i Schloss.
Od Donjih Lillooeta tri manje grupe su se odvojile i stvorile vlastitu organizaciju In-SHUCK-ch na donjem Lillooet Riveru. Ove bande su Samahquam, Skatin First Nation i Douglas First Nation ili Xáxtsa7.

## Etnografija
Lillooeti priapdaju po svojoj kulturi plemenima Platoa kao i njihovi bliži jezični srodnici Lake, Thompson i Okanagon. Ribolov (losos), i 'žetva' divljeg bilja i bobica i kopanje raznih vrsta korijenja njihov su glavni su način nalaska hrane. Karibu, bighorn, jelen, planinska koza, medvjed i dabar također su važan izvor mesa. zimska kuća najčešće je bila polupodzemna struktura od 18 do 50 stopa u dijametru, napravljena od drvenih balvana i prekrivene korom i zemljom. U takvu kuću ulazilo se preko ljestava koje su vodile do otvora na vrhu krova. Vrh ljestava bio je izrezbaren i obojen figurama klanske životinje. Uobičajena ljetna nastamba je četvrtasta komunalna struktura s kosturom od klada i cedrovih dasaka i krovom od kore. Duge su 35 do 75 stopa. Ognjišta su se nalazila na sredini prostorija a duž zidova postavljene su platforme za spavanje.
Lillooeti su izvrsni košaraši. Košare imaju više namjena, tako i za držanje vode i kuhanje hrane pomoću usijanog kamenja. Hasure, pokrivači i torbe pletu se od trske i vlakana kore, koža i životinjskih dlaka, uključujući i bijelog dugodlakog, sada nestalog psa. Noževi, čekići, strugači i ostali alat izrađivani su od kamena. [zdjela|Zdjele] i lonci su od drveta, a kanui od kore ili dubljeni u deblu (dug-out).
Odjeća je bila kožna ili pletena od vlakana kore. Ukrašavali su se perlicama, perjem, bodljikama dikobraza i školjkama abalone (poznata i kao „Petrovo uho“, porodica Haliotidae; haliotis= uho mora) i dentalium. Nosne i ušne nakite nosili su oba spola, a isto vrijedi i za bojanje lica simboličnim znakovima i tetoviranje. 
Oružje se uz luk i strijelu sastojalo od noževa s kamenim sječivima i koplja s kamenim šiljcima, te razne vrste kijača. Tijelo su u ratu štitili oklopima od daščica i pruća, štit nisu poznavali. Ratne zarobljenike su često uzimali ali skalpiranje i dekapitacija nisu bili uobičajeni. Mrtve su sahranjivali u sjedećem položaju u najboljoj odjeći i s oružjem i osobnim vlasništvom u grobovima oivičenim travom i označenim krugom od kamenja. U nekim slučajevima preko grobova stavljali bi okrenut kanu. Kod Donjih Lillooeta tijelo bi ponekad smjestili na tlo i prekrili ga hrpom kamenja, ili položili u grobni sanduk pred drvenom figurom koja predstavlja pokojnika obučenog u njegovu odjeću. Pse pokojnika ubili bi i objesili blizu njegova roba, a ako je imao robove, jednog ili nekoliko njih bili bi sahranjeni zajedno s njim, ponekad i živi. 
Prema Jamesu Mooneyu klanski sistem Lillooeta nije imao ženidbenih restrikcija, često je identičan sa seoskom zajednicom, a svaki je imao svoga nasljednog poglavicu. Vrhovnog poglavice Lillooeta nije bilo. Većina vlasništva preminulog (osim osobnih stvari) pripala bi njegovoj udovici i djeci, a ne bi se uništavala kao kod nekih susjednih plemena. 
Plesni ceremonija bilo je mnogo, uključujući i plesove pod maskama i ceremonije potlatcha, inicijacije omladine i rigorozne izolacije menstrualnih žena. Poligamija je bila uobičajena a udovci i udovice podvrgavani dugom periodu izolacije i  'čišćenja' . 
U Lillooet-kozmogoniji istok se poistovjećivao sa svjetlom i životom, a zapad s tamom i smrću. Na početku postanka, svijet je bio napučen bićima sličnim životinjama od kojih su većina bili kanibali i zli mađioničari. Natprirodna bića pretvorili su ih u životinje, ptice i ribe. Glavni od ovih bogova bio je Old Man sa svojim pomoćnicima Kojotom i podređenim pomoćnicima Suncem, Mjesecom i drugima. Lillooeti imaju i svojega Nou kojega nazivaju Ntci'nemkin koji je u svom velikom kanuu spasio svoju obitelj i iz svake obitelji po jedno muško ili žensko dijete.

## Vanjske poveznice
- St'at'imc
- Lillooet Indians